# 미국 수정 헌법 제14조

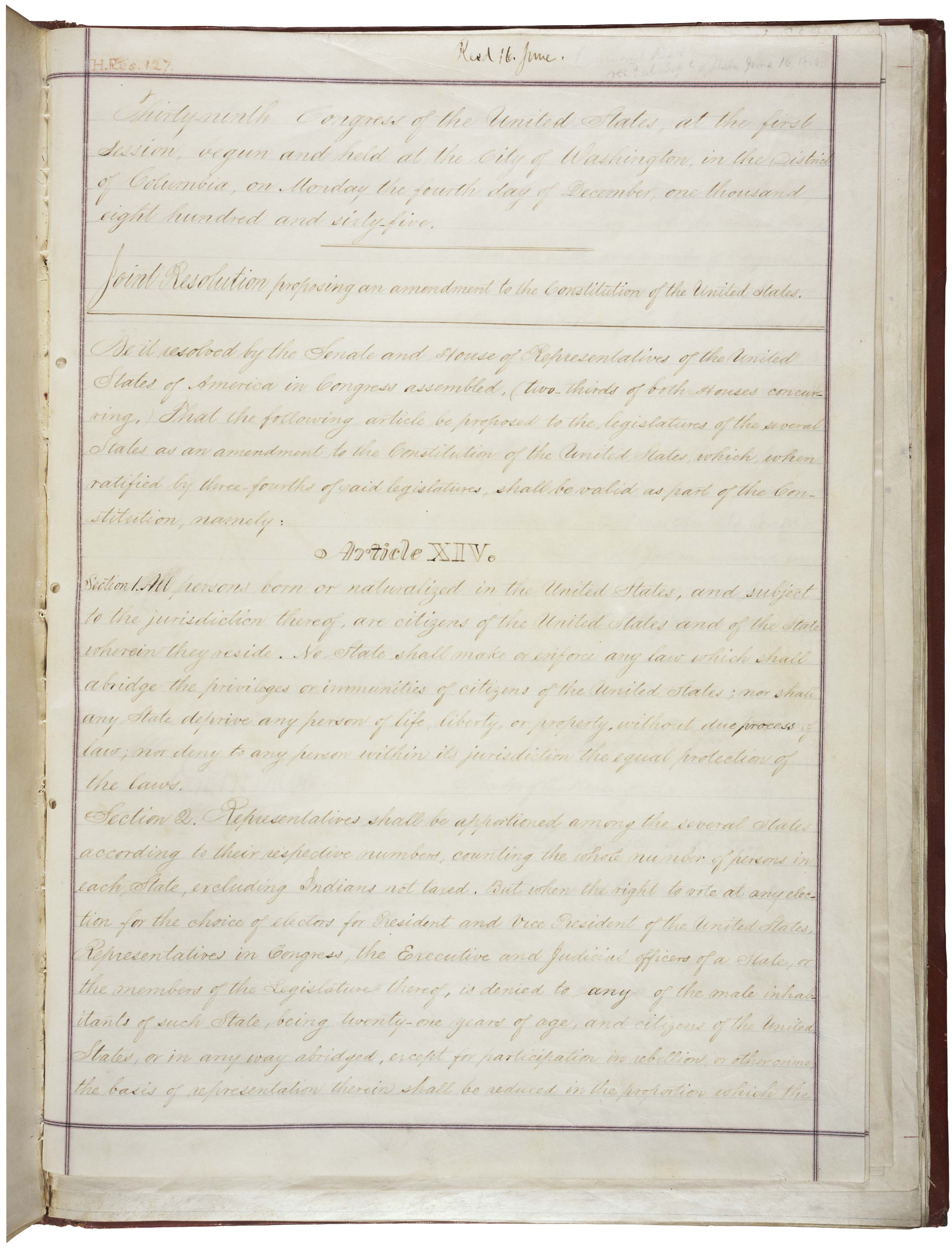
미국 국립문서기록관리청의 미국 헌법 수정 제14조

미국 수정 헌법 제14조(Fourteenth Amendment to the United States Constitution 또는 Amendment XIV)는 남북 전쟁 후 성립된 3개의 헌법 수정 규정(제13조·제14조·제15조) 중 하나이며, 원래 노예 출신 흑인과 그 후손의 권리를 보장할 목적으로 규정된 것이다. 여기에는 '적법 절차 조항'과 '평등 보호 조항'이 포함되어 있다. 1866년 6월 13일에 제안되어, 1868년 7월 9일에 비준되었다. 미국 권리 장전의 성립 이후 가장 중요한 헌법 구조 변경 중 하나로 평가된다.

## 의의
이 규정은 미국 시민으로서의 신분의 광범위한 정의가 포함되어 있으며, 흑인을 미국 시민에서 배제한 1857년의 '드레드 스콧 대 샌포드 사건' 판결을 헌법 개정으로 폐기하였다. 각 주에 대하여는 주에 속하는 모든 시민에 대해 법 아래 동등하게 보호할 것을 요구하고 있다. 또한 20세기 중반에는 '브라운 대 교육위원회 사건'과 같은 법적 차별을 제거하기 위해 사용되었다. 적법 절차 조항은 개인의 권리와 낙태(로 대 웨이드 사건) 등의 문제에 대한 중요한 논의가 많은 판례를 낳게 되었다.
이 규정 외에 남북 전쟁 후 성립된 규정은 수정 제13조(노예 제도의 금지)와 수정 제15조(인종에 따라 참정권 부여의 금지)이다. 미국 대법원 판사 노아 스웨인에 따르면 "이 수정 헌법 조항들은 꽤 잘 해석되어 새로운 마그나 카르타의 품위에 이르고 있다고 해도 과언이 아니다"라고 평가했다.

## 시민의 신분과 시민권
수정 제14조 제1절에서는 미국의 시민으로서의 신분을 정의하고, 각 주에는 시민권을 규정하도록 요구하고 있다.
제1절 : 미국에서 태어나거나, 귀화한 자 및 그 사법권에 속하게 된 사람 모두가 미국 시민이며 살고 있는 주 의 시민이다. 어떤 주도 미국 시민의 특권 또는 면책 권한을 제한하는 법을 만들거나 강제해서는 안 된다. 또한 어떤 주에서도 적절한 법적 절차 없이 개인의 생명, 자유 또는 재산을 빼앗아서는 안 되며, 그 사법권 범위에서 개인에 대한 법의 동등한 보호를 거부하지 못한다.

1857년의 '드레드 스콧 대 샌포드 사건' 판결은 흑인에 대해 미국 시민이 아니며, 될 수도 없으며, 시민에게 허용된 특권과 면책권을 향유할 수 없다고 판결했지만, 미국 의회는 1866년 〈시민권법〉을 제정해 이미 미국에서 태어난 모든 사람에 대해 미국 시민임을 인정했다. 미국 수정 헌법 제14조는 의회가 이에 위배되는 법을 다시 만들거나, 대법원이 드레드 스콧 대 샌포드 사건과 같은 판결을 다시 하는 것을 방지하기 위해 규정되었다.

### 출생지주의
제1절의 규정은 미국 내에서 태어난 아이는 예외 없이 미국 시민인 것으로 해석되어 왔다. 이러한 유형의 보증은 '출생지주의' 또는 '영토의 권리'라고 불리는데, 영국의 관습법의 일부이며 아메리카 대륙의 국가들에서는 일반적인 것이다.
'그 사법권에 속하게 된 사람'이란 미국의 영토 밖에서 태어난 미국인의 친생자를 보호하기 위한 의도와, 예외적으로 미국의 사법권에 속한다고 보기 어려운 인물을 제외하려는 의도가 있다.

## 같이 보기
- 출생지주의
- 미국 대 웡 킴 아크(United States v. Wong Kim Ark)
- 시민권 조항